# Lyu Yixin
Lyu Yixin (geboren am 15. Mai 2000) ist ein chinesischer Skispringer.

## Werdegang
Lyu Yixin trat ab 2020 in ersten Wettbewerben der Fédération Internationale de Ski im FIS Cup international in Erscheinung. Im Sommer 2021 gab er am 17. Juli im finnischen Kuopio sein Debüt im Skisprung-Continental-Cup. Dabei belegte er jeweils von der Großschanze die Plätze 51 beziehungsweise 50. Im Winter 2021/22 erreichte er in Zhangjiakou seine ersten Continental-Cup-Punkte.
Er nahm für die Volksrepublik China am Mannschaftsspringen der Männer von der Großschanze bei den Olympischen Winterspielen 2022 in Peking beziehungsweise Zhangjiakou teil, wo er an der Seite von Zhen Weijie, Song Qiwu und Zhou Xiaoyang auf dem elften und somit letzten Platz im ersten Durchgang ausschied.